# 则巴乡
则巴乡（藏語：རྩེ་བ་），是中华人民共和国西藏自治区昌都市贡觉县下辖的一个乡镇级行政单位。

## 行政区划
则巴乡下辖以下地区：
则普村、则麦村、瓦堆村、嘎色村、哈池村、朗日村、果龙村、卫通村、达曲村和夏日村。